# Xenophonus
Xenophonus is een geslacht van kevers uit de familie van de loopkevers (Carabidae). De wetenschappelijke naam van het geslacht is voor het eerst geldig gepubliceerd in 1942 door Muller.

## Soorten
Het geslacht Xenophonus is monotypisch en omvat slechts de volgende soort:
- Xenophonus hirtus G.Muller, 1942